# Калмыков, Анатолий Анатольевич
Анатолий Анатольевич Калмыков (род. 6 июня 1966, Волгоград) — советский, российский военный врач, полковник медицинской службы (2002); начальник медицинской службы Центрального военного округа (с 2010); временно исполнял должность начальника Главного Военно-медицинского управления Министерства обороны Российской Федерации (2011—2012).

## Биография
С 1983 года учился в Волгоградском медицинском институте, с 1987 года — на военно-медицинском факультете при Саратовском медицинского институте, который окончил в 1989 году.
Служил в Закавказском военном округе в должности начальника медицинской службы — начальника медицинского пункта отдельного артиллерийско-пулемётного дивизиона 7-й гвардейской армии, с 1991 года — 120-го танкового полка (Ленинакан). В 1990 году с отличием окончил 69-ю интернатуру медицинского состава по специальности «Хирургия», в Закавказском военном округе.
С 1993 года — командир приёмно-сортировочного взвода 347-го отдельного медицинского батальона 20-й гвардейской мотострелковой дивизии (8-й гвардейский армейский корпус, Северо-Кавказский военный округ); в период первой чеченской кампании был контужен. С 1995 года — командир медицинской роты — ведущий хирург 99-го отдельного медицинского батальона 201-й мотострелковой дивизии (Приволжско-Уральский военный округ).
С 1999 года — в Северо-Кавказском военном округе: начальник медицинской службы 255-го гвардейского мотострелкового полка 20-й мотострелковой дивизии; в составе батальонной тактической группы был командирован в Ботлих (Дагестан). С 2000 — командир 106-го отдельного медицинского батальона 42-й гвардейской мотострелковой дивизии (н.п Ханкала, Р.Чечня) 58-я общевойсковая армия СКВО, в 2001—2002 годах — начальник 22-го военного госпиталя (н.п. Ханкала, Р.Чечня) 58-я общевойсковая армия СКВО.
В 2004 г. с отличием окончил факультет руководящего медицинского состава Военно-медицинской академии им. С. М. Кирова, после чего служил начальником медицинского отряда специального назначения Северо-Кавказского военного округа.
В 2010 г. — заместитель начальника медицинской службы Приволжско-Уральского военного округа, с октября 2010 года — начальник медицинской службы Центрального военного округа. В период с ноября 2011 по апрель 2012 года временно исполнял должность начальника Главного военно-медицинского управления Министерства обороны Российской Федерации.

### Семья
Отец — Анатолий Степанович Калмыков (р. 1938), старший инженер городского радиотрансляционного узла.
Мать — Лидия Павловна Калмыкова (р. 1936), заведовала кафедрой иностранных языков Качинского высшего военного училища летчиков истребительной авиации им. Мясникова.
Сестра — Елена (1962г.р)
Жена — Елена Владимировна  (1967г.р); дети:
- Алексей — военнослужащий;
- Александр — военнослужащий.

## Научная деятельность
В 2005 году защитил кандидатскую диссертацию, присвоена высшая квалификационная категория по «Организации здравоохранения».

### Избранные труды
- Калмыков А. А. Медицинское обеспечение Вооружённых сил России: итоги деятельности и основные задачи на 2012 год // Воен.-мед. журн. — 2012. — Т. 333, № 1. — С. 4.
- Калмыков А. А., Аминев Р. М., Алимов А. В., Носарев В. Г., Поляков В. С. Опыт применения современных средств дезинфекции воздуха для профилактики болезней органов дыхания в войсках // Воен.-мед. журн. — 2014. — Т. 335, № 3. — С. 16-19.
- Калмыков А. А., Аминев Р. М., Корнеев А. Г. Эпидемиологический анализ причин роста заболеваемости ГЛПС военнослужащих в ЦВО в 2011 году // Медицинский альманах. — 2012. — № 3.
- Калмыков А. А., Аминев Р. М., Магомедов М. М., Поляков В. С. Опыт бициллинопрофилактики острых болезней органов дыхания в учебном центре (недоступная ссылка) // Воен.-мед. журн. — 2012. — Т. 333, № 2. — С. 16-18.
- Калмыков А. А., Корнеев А. Г., Аминев Р. М., Косова А. А., Поляков В. С. Значимость отдельных климатических факторов в формировании заболеваемости геморрагической лихорадкой с почечным синдромом населения района дислокации воинских частей // Воен.-мед. журн. — 2014. — Т. 335, № 4. — С. 50-53.
- Калмыков А. А., Малых А. Б., Новиков В. А. Генерал-майор медицинской службы Александр Егорович Девяткин (К 70-летию со дня рождения) // Воен.-мед. журн. — 2012. — Т. 333, № 3. — С. 71-75.
- Калмыков А. А., Носарев В. Г., Аминев Р. М., Коновалов П. П. Роль взаимодействия командования и медицинской службы округа в профилактике острых болезней органов дыхания // Воен.-мед. журн. — 2014. — Т. 335, № 11. — С. 11-15.

## Награды
- Орден Мужества (Указ Президента Российской Федерации № 325 от 1.04.1995 года)
- Медаль «За отвагу» (Указ Президента Российской Федерации № 787 от 5.05.2000 года)
- Знак отличия «За безупречную службу»: XX (лет) (Указ Президента Российской Федерации № 1387 от 19.09.2008 года)
- Медаль «За спасение погибавших» (Указ Президента Российской Федерации № 692 от 31.05.2011 года)[3]
- Медаль «За ратную доблесть»[3]
- Медаль "За боевые отличия"(Приказ Министра обороны Российской Федерации № 1169 от 24 сентября 2009 года)